# Oliver Wood (kolarz)
Oliver Wood (ur. 26 listopada 1995 w Wakefield) – brytyjski kolarz torowy i szosowy, wicemistrz olimpijski w wyścigu drużynowym na dochodzenie (2024), wielokrotny medalista mistrzostw świata i Europy.

## Kariera
Pierwszy sukces w karierze osiągnął w 2014 roku, kiedy zdobył srebrny medal torowych mistrzostw Europy U-23 w scratchu. Na rozgrywanych dwa lata później mistrzostwach Europy w Yvelines zdobył brązowy medal w drużynowym wyścigu na dochodzenie. W tej samej konkurencji zdobył też między innymi srebrny medal na igrzyskach Wspólnoty Narodów w Gold Coast (2018), srebrny na mistrzostwach świata w Pruszkowie (2019) i brązowy na mistrzostwach świata w Roubaix (2021). Kolejne dwa medale wywalczył podczas mistrzostw świata w Yvelines w 2022 roku. W parze z Ethanem Hayterem zajął drugie miejsce w madisonie medal w drużynowym wyścigu na dochodzenie. Ponadto razem z Hayterem, Ethanem Vernonem, Danielem Bighamem zwyciężył w drużynowym wyścigu na dochodzenie. W tym samym roku zdobył także srebrny medal w wyścigu drużynowym na igrzyskach Wspólnoty Narodów w Birmingham.
Startował na igrzyskach olimpijskich w Tokio, gdzie reprezentacja Wielkiej Brytanii z Woodem w składzie zajęła siódmą pozycję w drużynowym wyścigu na dochodzenie.